# Victor Simon (peintre)
Victor Simon, né le 23 janvier 1903 à Bruay-la-Buissière et mort le 31 décembre 1976 à Arras, est un médium et un peintre d'art brut français.

## Biographie
Fils de mineur, Victor Simon obtient son certificat d'études primaires en 1915 et commence aussitôt à travailler à la mine, à l'âge de 12 ans, d'abord comme graisseur de berlines. En 1926, il obtient un poste dans les services de comptabilité des mines, qu'il quitte en 1930 pour tenir un café-tabacs à Fouquières-lez-Lens. En 1933, il reçoit un premier message médiumnique qui l'amène à prendre contact avec Augustin Lesage et à réaliser sa première toile monumentale, de deux mètres sur quatre, intitulée Résurrection, exposée au salon des indépendants de 1935.  Il réalise en 1937 La Toile judéo-chrétienne, entièrement restaurée pour une exposition au Lille Métropole - musée d'Art moderne, d'Art contemporain et d'Art brut en 2019. 
Mobilisé en 1940, il est fait prisonnier et libéré en avril 1941. Au sortir de la guerre, en 1946, il occupe le poste de Directeur du bureau de répartition des beurres pour le Pas-de-Calais, à Arras. Il produit de nombreuses toiles pendant la guerre, dont la Toile bleue, de 10 m2, et est nommé Président d’honneur du Cercle de Spiritualisme Expérimental et Scientifique de Paris en 1947. La même année, il fonde le journal Forces Spirituelles dont il restera directeur jusqu'à sa mort. Il occupe ensuite de nombreuses fonctions en rapport avec le spiritisme, président du Cercle d’Études Psychiques d’Arras en 1949, président de la Fédération Spiritualiste du Nord et président de la Renaissance Spirituelle Française en 1951, délégué de l'Union Spirite Française en 1954, vice-président de l'Union Spirite Française en 1957... Pendant toute cette période, il travaille également comme comptable dans diverses officines un peu partout en France jusqu'à sa retraite en 1968. Il revient alors s'installer à Arras où il réalise sa dernière grande toile, la Toile Jaune, en 1971.

## Œuvre peinte
De 1933 à 1972, Victor Simon a peint des centaines de petites toiles et une dizaine de grandes, couvrant environ 80 m2. Elles sont toutes composées comme une page d'écriture, de haut en bas et de gauche à droite. Les couleurs sont posées selon un procédé proche du pointillisme, les gouttes de couleur pure dessinant des figures géométriques, des arabesques, des hiéroglyphes, parfois des figures humaines, et des symboles d'inspiration égyptienne, hindou, byzantine. 
Souvent exposées, Victor Simon n'a jamais vendu ses toiles.

## Expositions
- « Lesage, Simon, Crépin. Peintres spirites et guérisseurs », du 4 octobre 2019 au 5 janvier 2020 au LaM de Villeneuve d'Ascq.
- « Esprit es-tu là ? Les peintres et les voix de l'au-delà ». Du 10 juin au 1er novembre 2020 au musée Maillol à Paris. La nouvelle exposition du musée Maillol, après une première étape au LaM de Villeneuve d’Ascq, pour laquelle des œuvres ont été prêtées pour la première fois par des cercles spirites, révèle l’œuvre d’une sélection d’artistes spirites autour de trois figures principales de la fin du XIXe siècle et du début du XXe siècle : Augustin Lesage , Victor Simon et Fleury Joseph Crépin.

## Ouvrages
- Reviendra-t-il ?, Société d'éditions de presse, Arras, 224 pages, 1953
- Du Sixième Sens à la Quatrième Dimension, Société d'édition du Pas-de-Calais, Arras, 216 pages, 1955
- Du Moi Inconnu au Dieu Inconnu, Dervy-livres, Paris, 374 pages, 1957